# Avenida Víctor Larco
La avenida Víctor Larco Herrera es una de las principales avenidas de la ciudad de Trujillo, ubicada en la costa norte peruana. Toma su nombre del ilustre filántropo trujillano Don Víctor Larco Herrera y une urbanísticamente los distritos de Víctor Larco y Trujillo. Es el principal eje comercial del distrito  de Víctor Larco y uno de los más importantes de la ciudad de Trujillo. Su recorrido en el oeste de la ciudad se inicia desde el balneario de Buenos Aires y se extiende hasta el centro histórico de Trujillo por lo cual abarca numerosas cuadras que albergan numerosos centros comerciales, centros de educación, de salud, hoteles, organismos del gobierno regional, etc.
Es una vía comercial por excelencia y en ella se puede encontrar gran cantidad de restaurantes, cafeterías, librerías, boutiques, etc. Es considerada una avenida con un alto nivel de tránsito debido a que diariamente acoge tanto transporte vehicular privado como público y también gran cantidad de transeúntes. 
Presenta gran actividad comercial y es una de las más visitadas de la ciudad; La avenida a lo largo de su extensión presenta gran cantidad de negocios e instituciones, hacia el este nace de la prolongación del jirón Francisco Pizarro en el cruce con la avenida España en el distrito de Trujillo y a su paso concentra restaurantes muchos de tipo gourmet, tiendas, centros educativos, etc. La avenida es la principal entrada al centro de Trujillo para todos aquellos que se dirigen del suroeste de la ciudad, así también se interseca con varias de las principales avenidas de la metrópoli, convirtiéndola en una arteria muy importante por lo que concentra gran cantidad de tránsito vehicular y gente. Las primeras cuadras de la avenida, cerca al centro histórico de Trujillo, son de un corte financiero por la gran cantidad de bancos, financieras y aseguradoras, al llegar al cruce con la avenida América en el óvalo Larco la oferta en la avenida se vuelve más variada albergando supermercados como Wong, restaurantes, farmacias, boutiques, salones de té, etc. Al llegar al distrito de Víctor Larco, se cruza con la avénida Fátima muy cerca de donde toma lugar la sede principal de la Universidad César Vallejo, la estación de televisión UCV Satelital así como el paseo de aguas y los principales chifas, cevicherías, bares, comida italiana, etc; también presenta oferta de hoteles. La avenida hacia el oeste termina en el distrito de Víctor Larco Herrera y desemboca en el mar del océano Pacífico en el balneario de Buenos Aires.

## Recorrido
Hacia el oeste de la ciudad de Trujillo se inicia a pocos metros del océano Pacífico en el malecón del balneario de Buenos Aires, en esta zona las primeras cuadras de la Avenida Larco en el balneario poseen una alameda formada por altas palmeras dispuestas longitudinalmente en el centro de la avenida; asimismo presenta espacios para el descanso y asientos de cemento, este diseño se prolonga hasta la avenida Dos de Mayo. En el tercer bloque en la intersección con la calle Hermanos Pinzón se ubica el local central de la Municipalidad del distrito de Víctor Larco Herrera que es la sede de gobierno del distrito, que colinda con la Plaza de Armas de Buenos Aires. 
Desde la intersección de la avenida Larco con la Avenida Dos de Mayo o Vía de Evitamiento hasta el Paseo de las Aguas en la avenida Víctor Raúl haya de La Torre, la avenida Larco presenta una tercera vía auxiliar hacia el lado del sector San Andrés V etapa. En la misma intersección con la avenida Dos de Mayo, en una esquina se encuentra un templo de la congregación cristiana denominada la Iglesia de los Santos de los Últimos Días hacia la parte de Vista Alegre, al frente de este templo se ubica la comisaría de Buenos Aires y en la esquina opuesta de la comisaría se ubica el local de la gerencia de transportes de la Municipalidad de Trujillo.

## Principales instituciones
- Municipalidad distrital de Víctor Larco Herrera, en la zona de Buenos Aires.
- La Universidad César Vallejo, se encuentra ubicada en la cuadra 17.
- UCV Satelital ubicada frente a la Universidad César Vallejo.
- SUNARP (Superintendencia Nacional de Registros Públicos) La Libertad, en una esquina de la intersección con la avenida Los Colibríes.[1]
- RENIEC (Registro nacional de identificación y estado civil), en una esquina de la intersección con el jirón Ayacucho.
- Ministerio de Trabajo, ubicado a lado de SUNARP.
- Migraciones, ubicado a lado del Ministerio de Trabajo.

## Prolongación
La avenida Larco al acercarse al centro histórico de Trujillo y culminar en la avenida España tiene como vías de prolongación al jirón Francisco Pizarro y luego a la calle Rimac. El jirón Pizarro conduce hacia la Plaza de Armas de Trujillo y continua hacia la Plazuela El Recreo terminando en la avenida España en el lado noreste del centro histórico de Trujillo; pasando la avenida España hacia el lado este del centro histórico continua en la calle Rímac la cual se une con la avenida Santa que a su vez continua en la avenida Pumacahua en el límite con el distrito El Porvenir; la avenida Pumacahua conduce hacia la nueva Plaza de Armas de Laredo (Trujillo).

## Transporte público
En la Avenida Larco, circulan diversas líneas de transporte público o también llamados "micros". 
| Corredor                                            | Servicios                                                                                                 | Empresa encargada                            |
| --------------------------------------------------- | --- | -------------------------------------------- |
| California Larco - Los Incas - La Esperanza         | California A (M-01)                                                                                       | Empresa de Transportes California S.A.       |
| Nuevo California Larco - América - La Esperanza     | Nuevo California V (M-07) Nuevo California A (M-08) Nuevo California BC (M-09) Nuevo California B1 (M-10) | Empresa de Transportes Nuevo California S.A. |
| Corredor Rojo El Milagro - Mayorista - Buenos Aires | Línea B (M-03)                                                                                            | Esperanza Express S.A.                       |
| Buenos Aires Larco - Juan Pablo - UPN               | Virgen de la Puerta B (M-24)                                                                              | Virgen de la Puerta S.A.                     |